# توماس د. وايت
توماس د. وايت (بالإنجليزية: Thomas D. White)‏ هو ضابط أمريكي، ولد في 6 أغسطس 1901 في ووكر في الولايات المتحدة، وتوفي في 22 ديسمبر 1965 في Walter Reed Army Medical Center ‏ في الولايات المتحدة بسبب ابيضاض الدم.

## وصلات خارجية
- توماس د. وايت على موقع مونزينجر (الألمانية)
- توماس د. وايت على موقع إن إن دي بي (الإنجليزية)